# Меран (Жер)
Мера́н (фр. Mérens) — коммуна во Франции, находится в регионе Юг — Пиренеи. Департамент — Жер. Входит в состав кантона Жегён. Округ коммуны — Ош.
Код INSEE коммуны — 32251.

## География
Коммуна расположена приблизительно в 590 км к югу от Парижа, в 75 км западнее Тулузы, в 13 км к северу от Оша.

## Климат
Климат умеренно-океанический. Лето жаркое и немного дождливое, температура часто превышает 35 °С. Зимой часто бывает отрицательная температура и ночные заморозки. Годовое количество осадков — 700—900 мм.

## Население
Население коммуны на 2010 год составляло 63 человека.
| 1962 | 1968 | 1975 | 1982 | 1990 | 1999 | 2010 |
| ---- | ---- | ---- | ---- | ---- | ---- | ---- |
| 56   | 49   | 43   | 44   | 40   | 51   | 63   |

## Администрация
| Период | Период | Фамилия               | Партия | Примечания |
| ------ | ------ | --------------------- | ------ | ---------- |
| 2001   | 2020   | Мари-Жозе Даллас-Урба |        |            |

## Экономика
В 2010 году среди 38 человек трудоспособного возраста (15-64 лет) 34 были экономически активными, 4 — неактивными (показатель активности — 89,5 %, в 1999 году было 71,9 %). Из 34 активных жителей работали 33 человека (20 мужчин и 13 женщин), безработной была 1 женщина. Среди 4 неактивных 2 человека были учениками или студентами, 0 — пенсионерами, 2 были неактивными по другим причинам.

## Достопримечательности
- Замок Меран (XIII век). Исторический памятник с 2003 года[4]